# 現金出納帳
現金出納帳（げんきんすいとうちょう）は、会計帳簿の一つで、現金の入出金の明細を管理・記録する帳簿。別名「金銭出納帳」。補助簿の中の補助記入帳の一つだが、重要な帳簿であり作成することが必要となる。
小遣い帳は現金出納帳を単式簿記で表したものである。